# Società Sportiva Lazio Nuoto
La Società Sportiva Lazio Nuoto es un club italiano de waterpolo con sede en Roma.

## Historia
El club fue fundado en 1900 en la ciudad de Roma.

## Palmarés de waterpolo
- Campeón del campeonato de Italia de waterpolo masculino (1956)